# Görög sötét kor
A görög sötét kor (kb. i. e. 1200 – i. e. 800) Görögország történetének a feltételezett dór vándorlás kezdetétől és a mükénéi civilizáció i. e. 11. századi végétől az első görög városállamoknak – poliszoknak – az i. e. 9. századi felemelkedéséig, a homéroszi epika és a görög ábécé i. e. 8. századi megjelenéséig tartó időszaka.

## Mediterrán háborúk és a tengeri népek
A sötét kor idején a régi civilizációk éhség és egyéb nehézségek által meggyötört népét nagyarányú külső támadások érték az őket körülvevő népek – akiket tengeri népekként ismerünk – részéről. A Hettita Birodalom összeomlott, területét elfoglalták. Hasonló nagyobb támadás kétszer is érte Egyiptomot, egyszer Merenptah és egyszer pedig III. Ramszesz idején (az utóbbi alkalmával a dzsáhi csata és a nílus-deltai csata). Az egyiptomiak mindkét esetben sikeresen verték vissza a tengeri népeket és így elkerülték a hettiták végzetét. A régészeti adatok ebben a korban a civilizáció összeomlásáról tanúskodnak a Mediterráneum keleti részén. A városokat Trójától Gázáig lerombolták.

## Görögország a sötét korban

### A civilizáció hanyatlása
A mükénéi palotákat és erődöket lerombolták és elhagyták. A görög nyelv megszűnt írott nyelv lenni. A görög kerámia egyszerű geometriai formákat követ és nélkülözi a mükénéi kor alakos díszítéseit. A sötét kor görögjei kevesebb és kisebb településeken éltek, ami éhínségre és népességcsökkenésre utal. Külföldi áruk nem találhatók a lelőhelyeken, ami a nemzetközi kereskedelem minimális voltáról tanúskodik. A külföldi hatalmak közötti kontaktus is megszűnt ebben a korszakban, ami visszavetett bármiféle kulturális fejlődést vagy növekedést.

### Vándorlások

Görög dialektusok az i. e. 5. században

A korszak elején i. e. 1200 körül a görög népcsoportok a mai szárazföldi Görögországban a makedón hegyvidéktől délre, valamint az égei-tengeri szigeteken és Kis-Ázsia égei partvidékének déli részén éltek. A hettitta források említik Millawanda várost, ami valószínűleg Milétoszt jelenti ami Ahhijawa országhoz – ezt a görög szárazföld akháj királyságával azonosítják általában – tartozott. Egy ahhijawa királya által a hettita nagykirálynak küldött levélről sikerült bebizonyítani, hogy küldője görög anyanyelvű volt.
Amennyiben az egyiptomi források ikjwš népnevét akaiwasza olvasatban az akhájokkal azonosíthatjuk, akkor a görögök is azon tengeri népek egyike voltak, akik Merneptah idején Egyiptomra támadtak a líbiaiak szövetségeseként. A görögök azonban elszenvedői is voltak a háborúknak, s ez érintette, talán nem véletlenül, különösen az akháj területeket. A régészeti adatok szerint a Peloponnészosz nagy része elpusztult és jelentősen csökkent a népessége, különösen a délnyugati részé, Messzéniáé. Ugyanakkor növekedett a népessége az északi, klasszikus kori Akhaia területének, nyilván a Peloponnészosz más részeiről oda menekült a lakosság, amit ezek szerint nem értek – olyan heves – támadások. Nagyjából érintetlen maradtak Attika és a szigetek ión területei, valamint Iolkosz környéke a későbbi Thesszália keleti részét alkotó Magnésziában, a magnészok területe, ahonnan a mitológia szerint korábban Iaszón és az argonauták indultak el a kaukázusi Kolkhiszba az aranygyapjúért.
Ugyancsak a régészeti feltárások – a kerámiák elterjedése alapján például – idején ezután, az i. e. 11. század körül vándorolhattak be az északi-nyugati hegyvidék felől Thesszáliába a thesszaloszok (északnyugati görög vándorlás), akiknek nyelvileg közeli rokonai, az aiolok ekkoriban szállták meg Trója vidékét, az attikai iónok egy része pedig a későbbi kis-ázsiai Ióniát, az égei-tengeri partvidék középső részét. A thesszaloszok elől néhány népcsoport délre húzódhatott, s talán ezután hagyta el a dórok egy része közép-görögországi, dóriszi „őshazáját”, hogy a dór vándorlás keretében az i. e. 10. század körül a Peloponnészoszra húzódva létrehozza a későbbi jelentős dór államokat, mint Argoszt, Korinthoszt és Spártát. A dórok az új helyen valószínűleg jobban szaporodhattak, a régi helyzetet tükrözheti az delphoi amphiktüonia azon furcsa szavazatmegoszlása, miszerint a dóriszi dóroknak is egy szavazatuk volt, s a náluk jóval számosabb és jelentősebb peloponnészoszi dóroknak szintén összesen egy.
Az északnyugati vándorlás során vándoroltak be a boiótok Boiótiába, akikkel talán trákok és illírek is érkeztek, hogy az eredetileg aiol jellegű etnikumból kialakuljanak a boiótok. Ekkor kapott Akhaia nagyarányú északnyugati lakosságot, és ekkor vándoroltak be az élisziek Éliszbe Aitóliából. A Peloponnészosz középső része, a hegyes-erdős Árkádia népessége nagyjából érintetlen maradt a dór és az északnyugati vándorlás során. Egyedül Athén tudott ellenállni ezeknek a vándorlásoknak és támadásoknak, de Attikába is érkezhettek ekkor bevándorlók.
A társadalmi hanyatlás következtében megnövekedett a család szerepe. A családok rekonstruálni próbálták múltjukat, leszármazásukat visszavezetve a trójai háború hőseire, mindenekelőtt Héraklészre. Bár legnagyobbrészt legendákról volt szó, néhányukat megénekelték Hésziodosz iskolájának költői. Ezen költemények többsége elveszett, néhány híres elbeszélő kivételével, mint a milétoszi Hekataiosz és az argoszi Agészilaosz. Úgy gondolják, hogy Homérosz epikája bizonyos mértékben a sötét kor szájhagyományára épül. A homéroszi írások történeti hűségét erősen vitatják. Ezen korszak végén a görög civilizációra az újjászületés időszaka köszöntött, ami kiterjedt a Spanyolországtól a Fekete-tengerig terjedő területekre.

### Gazdasági élet
A messzire érő kereskedelmi kapcsolatok a társadalom felbomlása, a vándorlások, a harcok, a pusztulás miatt lehanyatlottak, s valószínűleg a földművelés helyett előtérbe került az állattenyésztés. A homéroszi eposzok alapján sejthetjük, hogy ekkor a szarvasmarha volt az általános értékmérő. Az állattenyésztés kevesebb embert tud eltartani ugyanakkora területen, viszont most a nagy lakatlan területek rendelkezésre álltak az állattartáshoz, s veszély esetén a csordát a gabonamezővel és ültetvényekkel szemben biztonságos helyre lehetett hajtani vagy vele együtt tovább lehetett állni. A kézművesség alapvető, egyszerű formái megmaradtak, s a 11. század közepétől megjelenik a vasművesség – valószínűleg föníciai és ciprusi hajósok közvetítése révén –, ami azután a későbbi fellendülés egyik alapja lett.
A vándorlások az i. e. 10. században viszonylagos nyugvópontra jutottak, a földművelés lassan újra felvirágzott, az i. e. 8. századra pedig a népesség annyira megszaporodott, hogy megindult a görög gyarmatosítás, ami már a görög poliszok történetének része.

### Társadalom
A mükénéi királyi cím, a wanax – Homérosznál anax – eltűnt, már csak az isteneket címezték így. Az egyes népcsoportok, egy vagy néha több falu élén a baszileusz állt, aminek eredetét a mükénéi kor faluközösségeinek vezetőjéből, a qasireuból eredeztetik általában. A baszileusz címe általában öröklődött, de nem volt mindenható. Az ügyeket ő, az öregek tanácsa és a népgyűlés együtt vitte. Ez a fajta korlátozott hatalom, katonai demokrácia, megfigyelhető a későbbi Spárta és Makedónia esetén is. A baszileusz, ez a tulajdonképpen tekintélyes falusi bíró és csapatvezér. Később nagy karriert futott be, mint a bizánci császár címe.
Idővel azután a királyok, azaz baszileuszok hatalmát a megerősödő arisztokrácia néhány kivétellel teljesen formálissá tette, általában csak vallási, de Spártában hadvezetési feladatot is meghagyva nekik. A közügyekről az arisztokrácia a saját soraiból meghatározott időre választott vezetőket állított – amivel tulajdonképpen kikövezte az utat a néhány évszázaddal később megjelenő demokrácia előtt –, kezdett kialakulni a görög polisz szervezete.
A hadviselés taktikája a lovas hadviselésről erősen a gyalogos hadviselés felé tolódott el. Olcsósága és helyi elérhetősége miatt a vas helyettesítette a bronzot a szerszámok és a fegyverek anyagaként. A görög törzsi rendszer, a phülék kialakulása valószínűleg ebben a korszakban történt. Nagyon árulkodó, hogy csak a két legjelentősebb, legsikeresebb népcsoportnál, a iónoknál és a dóroknál figyelhető meg a phülérendszer, ami nyilván segítette őket egy hatékony társadalmi és hadszervezet kialakításában.

### Az új írás
A minósziak szótagírása, az ún. lineáris írások használata mélyen lehanyatlott, hogy a korszak végén a helyét a sémi föníciaiaktól átvett új ábécé töltse be nemcsak a görög, hanem több más nyelv esetén is a Mediterráneum keleti részén. Azelőtt a mükénéiek lineáris B írással írtak, de a sötét kor végére, amikor újra írni kezdték a történelmet, már a sokkal ismerősebb betűírással az alfa-béta-gammával találkozunk. Az etruszkok is átvették az újítást és a különféle alfabetikus változatok elterjedtek Itáliában az i. e. 8. századtól kezdve. Az ábécé más változatai megjelennek a Lemnosz-sztélén és Kis-Ázsia sok ábécéjében.
Hosszú ideig vita folyt arról, pontosan mikor és kitől vették át a görögök az ábécéjüket, ugyanis mind az arámi, mind a föníciai ábécé rendkívül hasonló. Hérodotosz szerint az átvétel a föníciaiaktól történt. Talán valóban így történt, a görög kappa és mü betű alakja olyan, amilyen kizárólag az i. e. 9. századi föníciai ábécében volt. Ugyanakkor a görög ábécé jó néhány olyan hang jelölésére szolgáló betűt is tartalmaz, amelyre a föníciai nem tartalmaz jelet, ellenben az ugariti ábécé igen. Ugarit az egyik legfontosabb település volt a görögség kialakulásában lényeges szerepet játszó i. e. 13–12. századi időszakban ahhoz, hogy írásrendszerének terjedése feltehető legyen. Hiányzik ugyan néhány száz évnyi periódus az írásbeliségből, mégis nehéz másképp elképzelni, hogy a föníciaiból hiányzó kha, i és u ismét megjelenjen (khí, ióta, üpszilon). Egyes írásjelek közvetlenül is levezethetők az ugariti jelformákból (például  → epszilon), mások azt a feltevést is megengedik, hogy a föníciai írás inkább valamilyen pregörög közvetítéssel alakult ki, mint fordítva. Ilyen például a kappa, amelynek ugariti párja a  (kopa). Ugyanezt a betűt a föníciaiak a  (qof) betűvel írták. Az ugariti kemény k (, kaf) a görögben összeolvadt a kopával és a föníciaiak a kafnak megfelelő hangjukat (kaph) írták a kopából származtatható  jellel. Az is látható, hogy a jelirányt nem a görögök fordították meg, hanem a föníciaiak (mint például a  vagy ). Nehezen képzelhető el az a folyamat, hogy a görögök a föníciaiaktól vették volna át az írásukat, majd annak változtatásaival közelebb jutottak volna az akkor már régen nem létező ugaritihoz.
Az ógörög ábécének sok változata ismeretes, amelyek egyes területeken – így például Athénban i. e. 403-ban – változtak az időben is. Megkülönböztetik a legarchaikusabb „zöld” (például Kréta), „piros” (főleg dór) és „kék” (főleg ión) ábécéket. Úgy gondolják viszont a kutatók, hogy a föníciaiaktól az átvétel egyszer, egy ember által történt, mivel a görög magánhangzókra – a föníciai ábécében nincsenek magánhangzóbetűk – minden változat ugyanazokat a görögben felesleges föníciai mássalhangzóbetűket használja, ugyanolyan kiosztásban. Ennek a ténynek a magyarázata is az ugariti ábécében keresendő, amelynek például a ho betűjének étává alakulása is jól magyarázható, de az ugaritiban voltak magánhangzójelek is, mint például az i és az u is. Ezek a betűk egyértelműen hasonlóak az ugaritihoz, míg a föníciaiból hiányoznak. Ezt sem lehet észszerűen magyarázni a föníciai átvétellel.
Az átvétel okaként sokan a kíváncsiságot sejtik, hiszen az írni nem tudó görögökkel az első átvevő nyilván nem tudott levelezni, elterjedése pedig inkább divathóbort lehetett, s amikor már elegen tudtak írni-olvasni, akkor vált hasznossá az írás. Az első átvétel után azután a görög belső fejlődés következtében a finomítások haladtak külön utakon. Valójában a görög írásfejlődés jó néhány évszázadáról nincs adatunk, azonban ezek hiányában sem lehet egyértelműen kijelenteni, hogy a görögség nem rendelkezett írásbeliséggel az i. e. 1. évezred első felében.
A megelőző lineáris írásokkal nem hagytak azonban teljesen fel, a ciprusi szótagírás – ami a lineáris A-ból származik –, Cipruson a hellenizmus idejéig használatban maradt a görög és eteociprusi iratokban.